# Ute Mückel
Pour les articles homonymes, voir Muckel.
Ute Mückel née le 28 juillet 1967 à Guben en Allemagne est une triathlète professionnelle, vainqueur sur triathlon Ironman.

## Biographie

### Jeunesse
Ute Mückel pratique la natation de compétition, pendant six ans avant de commencer la pratique du triathlon. Elle remporte quelques succès, comme les championnats d'Europe juniors où elle monte cinq fois sur le podium et remporte trois médailles d'or.

### Carrière en triathlon
En 1992 elle participe pour sa première compétition longue distance à l'Ironman Europe et le termine sous la barre des 10 heures de course. Sur l'ensemble de sa carrière Ute Mückel participe  quinze fois à cette compétition. Pour sa seconde participation, elle gagne sa première qualification pour le championnat du monde d'Ironman à Hawaï. Elle termine 12e féminine de l'épreuve et obtient le meilleur résultat d'une Allemande jusqu'en 1996. 
En 1995, elle vice-championne d’Europe longue distance (ETU), derrière sa compatriote Ines Estedt et en 1996, elle  remporte son premier succès international lors l'Ironman Europe à Roth en 9 h 21 et inscrit son meilleur temps personnel sur cette distance. Trois mois plus tard lors du championnat du monde d'Ironman à Hawaï , elle prend la cinquième place et réalise le meilleur résultat d'une triathlète allemande. L'année suivante, Ute Mückel enregistre sa deuxième victoire sur la distance reine lors de  l'Ironman Suisse. Elle ne renouvelle pas sa performance sur le championnat du monde à Hawaï cette année-là, même si elle établit des records sur la natation et sur la partie vélo. Au cours des années suivantes, elle ne parvient plus à entrer dans le « Top 10 » de la compétition. Dans des compétitions à domicile comme le Ironman Europe, en 1998 et 1999, elle prend cependant les 4e et 3e place.
En 1999 Ute Mückel renonce un temps au circuit longue distance pour se concentrer sur le courte distance, dans l'espoir de se qualifier pour la première épreuve olympique qui se tient en 2000 lors des Jeux olympiques de Sydney en Australie. Elle participe à de nombreuses compétitions de qualification pour entrer dans le « top 12 » national, critère minimal pour être nommé et sélectionnable par le comité national olympique allemand. À la fin de ce cycle, elle est classée au 78e rang mondial. Le comité national  prend la décision au regard du niveau international de l'épreuve à venir, de n'accorder que deux dossards à ses ressortissantes. Son classement global ne lui permet d'être qualifiée pour cette première olympique.
Ute Mückel se concentre dès lors et particulièrement sur le circuit Ironman, elle  monte sur plusieurs podiums  et se qualifie régulièrement pour la finale du championnat du monde. En 2003, elle finit seconde sur l’Ironman Floride et troisième en 2005 de l'Ironman Suisse, en 2005 elle remporte également son troisième succès international sur le circuit lors de l'Ironman Winconsin. 
De 1995 à 2007, Ute Mückel reste douze ans triathlète professionnelle. En 2007, elle annonce sa retraite de professionnelle après une dernière participation au Challenge Roth, mais elle subit un accident de vélo en juillet 2008 qui la prive d'une dernière participation. Elle prend part une dernière fois au championnat d'Allemagne ou elle prend la troisième place.

### Reconversion
En novembre 2008 Ute Mückel est à 41 ans  élue en son absence comme vice-présidente de la commission compétition de la Fédération Allemande de triathlon (DTU). Elle démissionne de ce poste dix jours après pour raisons personnelles, estimant les nouvelles responsabilités de ce poste trop excessives. 
Avant de commencer sa carrière de triathlon Ute Mückel  a étudié à Potsdam  pour devenir enseignante en sports et en géographie. Elle est mariée à Thomas Astheimer, triathlète professionnel également entre 1986 et 1996. Elle vit à Frohnstetten dans la région Bodensee-Oberschwaben. 
En 2008, elle a fondé l'association Ute Mückel Triathlon e.V. et une équipe nationale de triathlètes amateurs et ambitieux sous le nom « Ute Mückel Triathlon », elle présente de nombreux triathlète dans Challenge Roth, en 2015 14 compétiteurs de son club ont pris le départ de cette course.

## Palmarès
Le tableau présente les résultats les plus significatifs (podium) obtenus sur le circuit international de triathlon depuis 1995,.
| Année | Compétition                          | Pays       | Position           | Temps            |
| ----- | ------------------------------------ | ---------- | ------------------ | ---------------- |
| 2005  | Challenge Roth                       | Allemagne  | Médaille de bronze | 9 h 32 min 40 s  |
| 2005  | Ironman Wisconsin                    | États-Unis | Médaille d'or      | 10 h 11 min 22 s |
| 2005  | Ironman Arizona                      | États-Unis | Médaille de bronze | 9 h 51 min 43 s  |
| 2004  | Challenge Roth                       | Allemagne  | Médaille de bronze | 9 h 34 min 26 s  |
| 2003  | Cologne Classic                      | Allemagne  | Médaille d'or      | 4 h 27 min 21 s  |
| 2003  | Ironman Suisse                       | Suisse     | Médaille de bronze | 9 h 47 min 37 s  |
| 2003  | Ironman Floride                      | États-Unis | Médaille de bronze | 9 h 42 min 24 s  |
| 2002  | Cologne Classic                      | Allemagne  | Médaille d'or      | 4 h 14 min 52 s  |
| 2002  | Ironman Floride                      | États-Unis | Médaille d'argent  | 9 h 38 min 18 s  |
| 2000  | Ironman Europe                       | Allemagne  | Médaille de bronze | 9 h 38 min 18 s  |
| 1999  | Ironman Europe                       | Allemagne  | Médaille de bronze | 9 h 32 min 51 s  |
| 1997  | Ironman Suisse                       | Suisse     | Médaille d'or      | 9 h 32 min 48 s  |
| 1996  | Ironman Europe                       | Allemagne  | Médaille d'or      | 9 h 21 min 30 s  |
| 1995  | Championnat d'Europe de triathlon LD | Allemagne  | Médaille d'argent  | 9 h 9 min 25 s   |